# San Millán de Yécora
San Millán de Yécora is een gemeente in de Spaanse provincie en regio La Rioja met een oppervlakte van 10,77 km². San Millán de Yécora telt 36 inwoners (1 januari 2016).

## Demografische ontwikkeling
Bron: INE, 1857-2011: volkstellingen